# 768 Struveana
768 Struveana eller 1913 SZ är en asteroid i huvudbältet, som upptäcktes den 4 oktober 1913 av den ryske astronomen Grigorij N. Neujmin vid Simeiz-observatoriet på Krim. Den har fått sitt namne efter tre generationer von Struve, Friedrich Georg Wilhelm von Struve, Otto Wilhelm von Struve och Hermann von Struve.
Asteroiden har en diameter på ungefär 32 kilometer och den tillhör asteroidgruppen Meliboea.